# Франк-Каменецкий, Давид Альбертович
Дави́д Альбе́ртович Фра́нк-Камене́цкий (3 августа 1910, Вильнa, Российская империя — 2 июня 1970, Москва) — советский физик-теоретик, доктор физико-математических наук, профессор. Дважды лауреат Сталинской премии, лауреат Государственной премии СССР.

## Биография
Родился в Вильне, в семье химика Альберта Григорьевича (Абеля Гершоновича) Франк-Каменецкого (1875—1935) и Ханы (Анны) Абрамовны Аронс (1881—?); брат Виктора Франк-Каменецкого. Мать была дочерью виленского купца второй гильдии. В Вильне семья жила в Никодимском переулке, д. 6, позже в Николаевском переулке, д. 1—64. Во время первой мировой войны (1916) семья переселилась в Иркутск, где жил брат отца — видный офтальмолог Захарий Григорьевич Франк-Каменецкий. Племянник филолога-востоковеда Израиля Франк-Каменецкого.
Окончил Томский технологический институт. После окончания института работал на горно-обогатительном комбинате, преподавал в Читинском горно-металлургическом техникуме и Иркутском университете. В начале 1935 года обратился к академику Н. Н. Семёнову с письмом, в котором обсуждал проблемы химической термодинамики. В результате молодого и талантливого специалиста пригласили на работу в Институт химической физики АН СССР. Одновременно с 1948 по 1956 год работал в КБ-11 (Арзамас-16), где участвовал в разработках ядерного оружия в качестве начальника лаборатории теоретического отдела. В 1956 году по приглашению И. В. Курчатова перешёл в Институт атомной энергии. Был профессором МФТИ, возглавлял организованную им кафедру физики плазмы. Много внимания уделял популяризации науки.

## Семья
- Жена — Елена Ефимовна Франк-Каменецкая (урождённая Фридман, 1910—1992), педагог.
  - Дочь — Тэма Франк-Каменецкая (род. 1932), жена физика Р. З. Сагдеева.
  - Сын — Альберт Франк-Каменецкий[4] (1937—1979), физик, автор монографии «Моделирование траекторий нейтронов при расчёте реакторов методом Монте-Карло» (М.: Атомиздат, 1978).
- Сын — Максим Франк-Каменецкий (род. 1941), специалист в области биофизики и молекулярной биологии, открыл новую, трёхспиральную, так называемую H-формулу, структуры ДНК.
- Дочь — Мария Франк-Каменецкая (род. 1952), биохимик и генетик, кандидат биологических наук (1989).

## Научная деятельность
Автор ряда научных работ в области физики горения и взрыва, химической кинетики, химической технологии, астрофизики, сыграл значительную роль в становлении физики плазмы. Участвовал в исследовании превращений атмосферного азота в процессах горения и взрыва, показал цепной характер этих реакций.
Д. А. Франк-Каменецкий первым предложил метод разложения зависимости константы скорости химической реакции, при котором применяется разложение в ряд Тейлора не самой константы скорости, а показателя в экспоненте. Этот метод позволил найти аналитические решения ряда задач теории горения, ранее не поддававшихся точному исследованию, и впоследствии был назван в его честь «методом разложения экспоненты по Франк-Каменецкому». На основе этого метода была развита теория теплового взрыва с учётом пространственного распределения температуры (1939), позволившая предсказывать условия возникновения теплового взрыва. Вместе с Я. Б. Зельдовичем развил теорию теплового распространения ламинарного пламени в газовых смесях. Именем Франк-Каменецкого назван основной критерий подобия в теории гомогенного горения — параметр Франк-Каменецкого (Fk), определяющий отношение скорости разогрева реакционного сосуда к скорости теплоотдачи.
Занимался вопросами диффузионной кинетики и гетерогенного горения, в частности, внёс вклад в развитие диффузионно-кинетической теории горения углерода. Является автором пионерских работ по теории автоколебаний в химических процессах, первым предложил проводить химико-технологические процессы в нестационарных условиях.
После войны занялся астрофизикой. Решил задачу об усилении ударной волны во внешних слоях взрывающейся звезды (1956), оценил роль рождения пар в астрофизических процессах, чётко выразил задачу о нагреве плазмы за счёт рассеяния волн, возбуждаемых внешним источником.
Предсказал магнитно-звуковой резонанс (1960), принял участие в подробном исследовании этого явления, в ходе которого была показана возможность пространственного усиления магнитного поля и повышения температуры плазмы. Изучал неустойчивости плазмы при нагреве, а также явления, связанные с плазмой в твёрдом теле.
В 1955 году подписал «Письмо трёхсот».

## Награды
- Сталинская премия второй степени (1949) — за участие в разработке теории атомной бомбы[3];
- Сталинская премия второй степени (1953) — за расчётно-теоретические работы по изделию РДС-6с и РДС-5[6][7])
- Государственная премия СССР
- премия имени Д. И. Менделеева (1949)
- орден Ленина (29.10.1949)
- орден Трудового Красного Знамени

## Публикации

### Книги
- Я. Б. Зельдович, П. Я. Садовников, Д. А. Франк-Каменецкий. Окисление азота при горении. — М.: Изд-во АН СССР, 1947.
- Д. А. Франк-Каменецкий. Диффузия и теплопередача в химической кинетике. — М.: Изд-во АН СССР, 1947 (1-е изд.); М.: Наука, 1967 (2-е изд.); М.: Наука, 1987 (3-е изд.); М.: Интеллект, 2008 (4-е изд.).
- Д. А. Франк-Каменецкий. Образование химических элементов в недрах звёзд. — 1957.
- Д. А. Франк-Каменецкий. Физические процессы внутри звёзд. — М.: Физматгиз, 1958.
- Я. Б. Зельдович, М. А. Ривин, Д. А. Франк-Каменецкий. Импульс реактивной силы пороховых ракет. — 1963.
- Д. А. Франк-Каменецкий. Ядерная астрофизика. — М.: 1967.
- Д. А. Франк-Каменецкий. Лекции по физике плазмы. — М.: Атомиздат, 1968 (2-е изд.); М: Интеллект, 2008 (3-е изд.).
- Д. А. Франк-Каменецкий. Плазма — четвёртое состояние вещества. — М.: Атомиздат, 1975 (4-е изд.).
- Теория горения и взрыва. Сборник научных трудов / Отв. ред. Ю. В. Фролов. — М.: Наука, 1981. — 416 с.

### Статьи
- Франк-Каменецкий Д. А. Горение угля // Успехи химии. — 1938. — Т. 7. — № 9. — С. 1277—1311.
- Франк-Каменецкий Д. А. Восстановление углекислоты углём // ДАН СССР. — 1939. — Т. 23. — № 7. — С. 662—664.
- Франк-Каменецкий Д. А. Воспламенение угля и высокоскоростная газификация // Журнал технической физики. — 1939. — Т. 9. — № 16. — С. 1457—1464.
- Франк-Каменецкий Д. А. Распределение температур в реакционном сосуде и стационарная теория теплового взрыва // Журнал физической химии. — 1939. — Т. 13. — № 6. — С. 738—755
- Франк-Каменецкий Д. А. К диффузионной теории гетерогенных реакций // Журнал физической химии. — 1939. — Т. 13. — № 6. — С. 756—758.
- Франк-Каменецкий Д. А. Механизм двухстадийного воспламенения // Журнал физической химии. — 1940. — Т. 14. — № 1. — С. 30-35.
- Франк-Каменецкий Д. А. Условия применимости метода Боденштейна в химической кинетике // Журнал физической химии. — 1940. — Т. 14. — № 5-6. — С. 695—700.
- Франк-Каменецкий Д. А. О ламинарном горении угольного канала // Журнал технической физики. — 1940. — Т. 10. — № 14. — С. 1207—1209.
- Франк-Каменецкий Д. А. Термодинамическая аналогия принципа неопределённости // Журнал экспериментальной и теоретической физики. — 1940. — Т. 10. — № 6. — С. 700—702.
- Франк-Каменецкий Д. А. Кинетика сложных реакций // Успехи химии. — 1941. — Т. 10. — № 4. — С. 373—415.
- Франк-Каменецкий Д. А. Воспламенение и потухание твёрдых поверхностей // ДАН СССР. — 1941. — Т. 30. — № 8. — С. 729—732.
- Франк-Каменецкий Д. А., Сальников И. Е. О возможности автоколебаний в гомогенной химической системе при квадратичном автокатализе // Журнал физической химии. — 1943. — Т. 17. — № 2. — С. 79-86.
- Бубен Н. Я., Франк-Каменецкий Д. А. Об абсолютных скоростях растворения // Журнал физической химии. — 1946. — Т. 20. — № 3. — С. 225—238.
- Франк-Каменецкий Д. А. Бета-процессы и астрофизика. // УФН. — 1956. — Т. 58, № 3.
- Франк-Каменецкий Д. А. Происхождение химических элементов. // УФН. — 1959. — Т. 68, № 7.
- Седунов Б. И., Франк-Каменецкий Д. А. Диэлектрическая проницаемость биологических объектов. // УФН. — 1963. — Т. 79, № 4.